# Casa de Mecklemburgo
La Casa de Mecklemburgo es una dinastía del Norte de Alemania de origen eslavo occidental que gobernó desde su fundación en 1131 hasta 1918.

## Orígenes
Niklot fue un señor de la tribu de los obroditas (wendos). Cuando el Sacro Imperio Romano Germánico se expandió hacia el Este, especialmente por la costa báltica en el siglo XIII, una porción de los señores de los obroditas se aliaron con los líderes germanos, fortaleciendo su posición como consecuencia. Los más poderosos de ellos fueron los que se convirtieron en los Señores de Mecklemburgo (el nombre deriva de su principal castillo, Mikla Burg, gran fortaleza). La rama principal de la casa fue elevada al rango ducal en 1347. Gradualmente en apariencia fueron germanizándose, preservando su posición gobernante.

## Reclamaciones al trono sueco
Los Duques de Mecklemburgo persiguieron desde el siglo XIV una reclamación a la herencia de Suecia. El Duque de Mecklemburgo era descendiente y heredero de dos mujeres que las leyendas ligaban con las casas reales escandinavas.
- La bisabuela paterna del señor Enrique II de Mecklemburgo, una noble escandinava de nombre Cristina, que era la esposa de Enrique Borwin II (señor de Mecklemburgo, m. 1226), era hija del rey Sverker II de Suecia de su primera esposa. Cristina era la madre de Juan I de Mecklemburgo, cuyo hijo era Enrique I, señor de Mecklemburgo.
- La abuela materna de Enrique II de Mecklemburgo, una señora de nombre Mariana, que fue la primera esposa del duque Barnim I de Pomerania (m. 1278), Señor de Wolgast, era hermana del rey Erico XI de Suecia. Mariana había dado a luz un único hijo sobreviviente, una niña llamada Anastasia de Pomerania, que entonces se convirtió en la esposa de Enrique I de Mecklemburgo (m. 1302) y madre de Enrique II.

La dinastía Sverker se había extinguido desde hacía mucho tiempo, habiendo perdido el trono finalmente Erico XI. La dinastía masculina de Erico X también se había extinguido, y la descendencia de sus otras hijas había sido dejada de lado por Birger Jarl, el marido de su hija (la única que todavía vivía en 1250), Ingeborg Eriksdotter de Suecia. Birger se aseguró de mantener el trono en sus propios hijos.
La reclamación se convirtió en realidad por un breve reinado: el hijo de Enrique II, Alberto II de Mecklemburgo (1318-79) se casó con una parienta, Eufemia de Suecia y Noruega (nacida en 1317 y fallecida en 1370), una heredera escandinava. El segundo hijo de la pareja Alberto III depuso a su tío del trono de Suecia, y ascendió a rey.
La reina regente Margarita eligió a Erico de Pomerania como su heredero. Erico descendía del hermano mayor de Alberto III. Los monarcas de la Unión de Kalmar eran todos descendientes cognaticios de la Casa de Mecklemburgo.
La agnaticia Casa de Mecklemburgo, descendientes del hijo menor de Eufemia, Magnus I de Mecklemburgo, continuaron manteniendo sus reclamaciones al trono, y ocasionalmente agitaron la situación en Escandinavia.

## Reclamación de Noruega
Este país, el Hereditario Reino de Noruega, ha sido el único reino medieval escandinavo cuyo trono ha sido hereditario, no electivo. Ya cuando Olaf IV de Noruega era pequeño y su madre Margarita era regente, los Duques de Mecklemburgo avanzaron sus reclamaciones. El derecho se basaba en los descendientes de Eufemia de Suecia, nieta de Haakon V de Noruega.
Cuando Olaf IV murió en 1387, Noruega quedó sin monarca, bajo el gobierno de la regencia de Margarita. Esta eligió pronto un heredero, Erico de Pomerania, cuya madre María de Mecklemburgo había sido la nieta mayor de Eufemia. La tía de María, una antigua oponente de Margarita, fue dejada de lado.
Cuando el sobrino de Erico, el rey Cristóbal, murió (antes de la muerte del depuesto Erico III de Noruega), después de cierto hiato, otro magnate, Cristián VIII de Oldemburgo, de la descendencia femenina de Eufemia y los Mecklemburgo (bisnieta de una hija de Eufemia), fue elegido rey de Noruega en 1450, esta vez sobrepasando a su primo y rival por línea masculina, el duque Enrique el Gordo de Mecklemburgo.
Los Duques de Mecklemburgo continuaron viéndose a sí mismos como los herederos de Noruega de derecho, a pesar de que no pudieron ganar el reino a los Oldemburgos.

## Estados modernos en Mecklemburgo
Alrededor de 1711, se hizo un tratado entre los Duques de Mecklemburgo y el Elector de Brandeburgo mediante el que el elector fue reconocido como el siguiente heredero de Mecklemburgo por detrás de las líneas masculinas genealógicamente de la Casa de Mecklemburgo. Por ello los electores, después reyes de Prusia, se vieron a sí mismos como miembros de la Casa de Mecklemburgo y empezaron a utilizar sus títulos, p. ej. Duque de Mecklemburgo, entre su propia titulatura.
La legalidad de la concesión del tratado ha sido y es objeto de discusión, porque no todos los entonces agnados de la casa participaron en la firma, y por lo menos uno de ellos era menor de edad.
En los siglos XVII y XVIII, el ducado fue dividido varias veces entre los agnados de la casa ducal. Mecklemburgo-Schwerin, Werle, Mecklemburgo-Güstrow y Mecklemburgo-Strelitz fueron típicos principados partidos. Hasta finales del siglo XVIII, la mayor parte había retornado a la línea mayor (Schwerin), después de lo cual el patrimonio fue dividido en dos Estados hasta el final de la monarquía en Alemania:
- Mecklemburgo-Schwerin
- Mecklemburgo-Strelitz

Estos fueron elevados a grandes ducados por el reconocimiento del Congreso de Viena. En 1918, menos de un año después de la abolición de la monarquía, la línea principal de Strelitz quedó extinta y el entonces Gran Duque de Mecklemburgo-Schwerin intervino como regente, pero las disputas sucesorias (había una rama menor de Strelitz viviendo en Rusia) no fueron solventadas antes de que las dos pequeñas monarquías se convirtieran en dos repúblicas.

## Herencia eslava
La Casa de Mecklemburgo fue originalmente una dinastía de jefes de la tribu eslava de los obroditas, como Niklot y Pribislav, que gradualmente se fueron germanizando. A principios del siglo XX, las raíces eslavas fueron recordadas por ejemplo por el rey Nicolás I de Montenegro que eligió a la duquesa Jutta de Mecklemburgo-Strelitz como esposa de su heredero, el príncipe Danilo de Montenegro, manteniendo la etnicidad eslava de Mecklemburgo como suficiente.

## Casa de Mecklemburgo hoy

### Casa de Mecklemburgo-Schwerin
La Casa de Mecklemburgo-Schwerin se extinguió el 31 de julio de 2001 con la muerte Federico Francisco, Gran Duque Heredero de Mecklemburgo-Schwerin, el hijo mayor y heredero del último gran duque reinante, Federico Francisco IV.
Las únicas miembros restantes de la Casa de Mecklemburgo-Schwerin son las hijas del Duque Cristián Luis, el segundo hijo de Federico Francisco IV, la duquesa Donata (nacida en 1956) y Edwina (nacida en 1960).

### Casa de Mecklemburgo-Strelitz
Con la extinción de Schwerin, Mecklemburgo-Strelitz es ahora la única rama sobreviviente de la línea masculina de la casa Gran Ducal. El actual cabeza de esta casa es Borwin, Duque de Mecklemburgo. Su abuelo fue el Conde Jorge de Carlow, el hijo morganático del Duque Jorge Alejandro de Mecklemburgo (1859-1909). El Conde Jorge de Carlow fue adoptado en 1928 por su tío el Duque Miguel de Mecklemburgo, cabeza de la Casa de Mecklemburgo-Strelitz. Entonces asumió el título de Duque de Mecklemburgo (Alteza Serenísima) que fue confirmado por la cabeza de la Casa Imperial de Rusia, el Gran Duque Cirilo Vladimirovich el 18 de julio de 1929 y reconocido el 23 de diciembre por el Gran Duque Federico Francisco IV de Mecklemburgo-Schwerin. Sucedió a su tío como cabeza de la casa el 6 de diciembre de 1934 y se le concedió el título de Alteza el 18 de diciembre de 1950.
Además del Duque Borwin, los actuales miembros de la Casa de Mecklemburgo-Strelitz son su esposa la Duquesa Alicia (nacida Wagner, nacida en 1959); sus hijos la Duquesa Olga (nacida en 1988), los Duques Alejandro (nacido en 1991) y Miguel (nacido en 1994); sus hermanas las Duquesas Isabel Cristina (nacida en 1947), María Catalina (nacida en 1949) y Irene (nacida en 1952); y su tío, el Duque Carlos Jorge (nacido en 1933).

#### Línea de sucesión
- Cabeza de la casa: Borwin, Duque de Mecklemburgo (nacido en  1956).

1. Duque Alejandro de Mecklemburgo (nacido en 1991).
2. Duque Miguel de Mecklemburgo (nacido en 1994).
3. Duque Carl Gregor de Mecklemburgo (nacido en 1933).

## Estados gobernados por la Casa de Mecklemburgo
- Mecklemburgo (1131-1918), con
  - Mecklemburgo-Schwerin (1352-1918) con interrupciones
  - Mecklemburgo-Güstrow (1621-1701)
  - Mecklemburgo-Stargard (1348-1471)
  - Mecklemburgo-Strelitz (1701-1918)
- Suecia (1364-1389)
- Werle (1235-1436)